# みちのくブラザーズ
みちのくブラザーズはTAKAみちのくが率いるプロレスラーのユニット。KAIENTAI-DOJOを主戦場として活動していた。
最後に参加した上にキャリアでも格下であるTOMOみちのくが仕切っており、TAKAがマイクアピールをしようとするとマイクを奪い取って代わりにアピールを始めるなどしていた。

## ユニットの歴史
2006年
- K-METAL LEAGUEにて優勝した「TAKUみちのく」がコミッショナー味方冬樹に「自分の軍団が欲しい」と直訴、既に組む約束をしていた「TAKAみちのく」を呼び込み結成を発表し、次回5月14日大会に第三のメンバー投入を発表。そして当日現れたのは中川ともか。彼女は「TOMOみちのく」と名前を新たにしメンバーとなった。
- 6月4日の後楽園ホールではTAKAとTOMOが組んでWEWハードコアタッグ王座に挑戦、公認凶器としてTAKUみちのくを投入するなどし見事獲得した。
- みちのくブラザーズ結成記念としてオリジナルラベルのホッピーが会場限定で販売された。ラベルにメンバー3人の姿がプリントされている。それからは登場時にホッピーののぼりを持って入場し、勝利したときにはリング上で乾杯をするなど宣伝していた。
- 12月23日のK-AWARDにて解散をTOMOが勝手に発表し、TOMOは以前の「中川ともか」にリングネームを戻した。

## 所属メンバー
- TAKAみちのく
- TAKUみちのく
- TOMOみちのく

## テーマ曲
- 「YAMATO PART4」（MUSASHI）※キングレコード「KAIENTAI DOJO」に収録